# Jacques Thiboust
Pour les articles homonymes, voir Thiboust.
Jacques Thiboust, né en 1492, et mort en 1555, est un notaire royal, secrétaire du roi, seigneur de Quantilly en Berry, bibliophile, et poète.

## Biographie
Fils de Thomas Thiboust, bourgeois de Bourges, notaire et secrétaire du roi de France François Ier et ami intime de la soeur de celui-ci: Marguerite de Navarre.
Il fit une partie de ses études à Bourges, puis à Paris. Il eut sa formation juridique auprès de Marguerite de Valois-Angoulême (1492-1549), duchesse d'Alençon et de Berry, future reine de Navarre. C'est le roi Charles VIII qui par lettres de février 1484, déclara que ses secrétaires étaient nobles, ainsi que leur postérité. Il avait le rang de chevalier avec quatre quartiers de noblesse, droit de franc-fief, et de nouveaux acquêts sans avoir à payer les droits auxquels les roturiés étaient soumis, et C'est là le privilège des habitants de Bourges par concession formelles que leur fit le roi de France Charles VII en 1437.
Il épousa Jeanne de La Font, en 1521, poétesse avec laquelle il eut trois filles. Jolie, belle et distinguée, elle était riche et jouissait d'une excellente réputation. Elle excellait dans tous les arts de la littérature à la danse, à la musique tant vocale qu'instrumentale. Diversifiant, et de bonne conversation elle regroupait dans son cénacle des officiers de la Chancellerie, des gens du monde de la finance, des étudiants, des médecins et clercs locaux comme : Guillaume Bochetel, Clément Marot, François Habert, Jacques Colin, Jacques Le Roy.
C'est de Blois qu'il reçoit au mois de mai 1524, du roi Louis XII une lettre l'autorisant à créer à  sa demande deux foires franches à  Quantilly l'une le 30 septembre, l'autre le 13 décembre, puis il fait une demande d'insertion le 16 mai 1525 pour les privilèges royaux par lui obtenus aux sujets de des foires de Quantilly
À Blois, le 18 mai 1524, le roi Francois Ier donne mandement a la demande de Jacques Thiboust au bailli du Berry ou a son lieutenant de désigner des notaires du bailliage pour dresser le terrier de la seigneurie de Quantilly. Nicolas Bigot donne donc commission au lieutenant général du jailli du Berry, aux notaires: Jean Général, Antoine Doulceron, André Gassot, Antoine Dumoulin, pour dresser le terrier de ladite seigneurie . Le 24 septembre 1524, il prend note que le château de Quantilly a été géomètriquement silogisé par Jean Du Pré, et Jean d'Amboise, maîtres maçon à Bourges et donne des renseignements sur les plantations de la chênaie et de la vigne
Après onze années de mariage Jeanne meurt en août 1532, après une courte maladie et fut ensevelie dans le tombeau que lui fit élever son époux dans l'église de Quantilly et où il viendra la rejoindre en 1555.
Il joua un rôle majeur dans la rédaction  des coutumes de 1539. Il compte parmi les grands intellectuels  de la première Renaissance à Bourges. Ami intime de Jacques Colin, abbé de l'abbaye Saint-Ambroix, il fit construire une chapelle dans son château de Quantilly

## Œuvres
- Jacques Thiboust, Mystères des Actes des Saints apôtres, pièce en vers avec les frères Arnsud et Simo Greban qui furent joués dans les arènes de Bourges en 1536, suivies de l'inventaire du mobilier de la sainte chapelle de Bourges fait en 1564 collectionné par maître Laboureur, i 8°, 432.p., 6 planches, Imprimerie Lancerons, 1836.
- A sa mort en 1555 il fit don de son œuvre au diocèse de Bourges[5]

## Propriétés
- Château de Quantilly

## Armoiries
Armes« D'argent à la face de sable, chargés de trois glands attachés à leurs coupettes et branchettes d'or, accompagné de trois feuilles de chêne de sinople, deux en chef, deux en pointe »
Armes« Écartelé,1 et 4, D'azur à une comète d'or à deux perroquets qui est de Villemer; au 2 et 3 d'or à deux perroquets adossés de sinople, membré et braqués de gueules, qui est de Rusticat », de chaque côté des armoiries devise et anagramme de Lex et Regno - Qui Voit Selbat
Devises«  Lex et Regio » autre devise : « Qui bout s'esbat »
Armes de La Font« D'azur au chevron d'or, accompagné de deux étoiles en six pointes, au chef d'or chargé d'un lion léopard de sable »